# 'Ayn-al-Qużāt Hamadānī
'Ayn al-Qużāt Hamadānī (en persan : عین‌ القضات همدانی) est un soufi persan né en 1098 à Hamadân. Accusé d'hérésie, de prétentention à la Seigneurie, et d'exhibition de miracles il est exécuté la nuit du 7 mai 1131.

## Vie
Il fut disciple d'Ahmad Ghazali.